# Комиссия при Президенте Российской Федерации по предварительному рассмотрению кандидатур на должности судей федеральных судов
Комиссия при Президенте Российской Федерации по предварительному рассмотрению кандидатур на должности судей федеральных судов (неформальное название — «президентский фильтр») — консультативный орган при Президенте Российской Федерации по обеспечению реализации конституционных полномочий Президента Российской Федерации по назначению судей федеральных судов.

## История
Комиссия была создана Распоряжением Президента Российской Федерации от 7 февраля 1994 г. № 64-рп. Распоряжением Президента Российской Федерации от 25 июля 1994 г. № 400-рп утверждено Положение о комиссии. Причиной её создания стало то, что ввода в действие Конституции РФ 1993 года, полномочия по назначению судей перешли от советов народных депутатов к Президенту и ему был необходим специализированный орган, который бы готовил предварительные кадровые рекомендации. Комиссия рассматривает кандидатуры, предварительно одобренные Высшей квалификационной коллегией судей. Первоначальное распоряжение предусматривало существование комиссии при Совете по кадровой политике при Президенте Российской Федерации.
После упразднения Совета Указом Президента Российской Федерации от 25 апреля 2001 г. № 463, она продолжила своё существование в качестве самостоятельного органа. Новое положение о Комиссии утверждено Указом Президента РФ от 4 октября 2001 года № 1185 (с последующими изменениями и дополнениями).

## Характеристика
В рамках диссертационной работы о статусе судьи в России Ермошин Григорий Тимофеевич (2016) указывает следующее.
Процедура отбора кандидатов в судьи не заканчивается на Высшей квалификационная коллегия судей, но имеет ещё по один этап. Он включает в себя утверждение кандидатуры на должность судьи президентом России, мнение которого основывается в том числе на результатах работы соответствующей Комиссии.
Статус Кадровой комиссии при Президенте РФ устанавливается двумя документами: Положением о комиссии от 4 октября 2001 года и постоянно обновляемым Указом президента о её составе. Регламент работы аппарата Комиссии, на который ложится основная нагрузка, не установлен.
Ермошин отмечает, что, судя по Положению о Кадровой комиссии при Президенте РФ, характеристика кандидатов в судьи формируется с учётом мнения должностных лиц различных исполнительных органов власти.
В частности, в обязательном порядке Комиссия учитывает мнение полномочного представителя Президента РФ в федеральных округах. Последние используют специализированные Совет по обсуждению кадровой политике в регионе, которые не предусматривают прямо участие или неучастие представителей судейского сообщества.
По мнению Ермошина Кадровая комиссия, как часть процедуры утверждения кандидатов в судьи, непрозрачна для общественности и закрыта от влияния судейского сообщества.

## Состав Комиссии
1. Калмыков Юрий Хамзатович — Министр юстиции Российской Федерации (председатель комиссии)
2. Бобров Михаил Михайлович — председатель Совета судей Российской Федерации
3. Витрук Николай Васильевич — и. о. Председателя Конституционного Суда Российской Федерации
4. Ковалев Сергей Адамович — Уполномоченный по правам человека
5. Коков Валерий Мухамедович — Президент Кабардино-Балкарской Республики (по согласованию)
6. Лебедев Вячеслав Михайлович — Председатель Верховного Суда Российской Федерации
7. Митюков Михаил Алексеевич — первый заместитель Председателя Государственной Думы (по согласованию), в соответствии с распоряжением Президента Российской Федерации от 2 августа 1999 г. № 262-рп — полномочный представитель Президента Российской Федерации в Конституционном Суде Российской Федерации
8. Ножиков Юрий Абрамович — глава администрации Иркутской области
9. Орехов Руслан Геннадьевич — начальник Государственно-правового управления Президента Российской Федерации
10. Яковлев Вениамин Федорович — Председатель Высшего Арбитражного Суда Российской Федерации

- из состава комиссии исключены Калмыков Ю. Х., Витрук Н. В.;
- в состав комиссии включены:

1. Ковалев Валентин Алексеевич — Министр юстиции Российской Федерации (председатель комиссии)
2. Вицин Сергей Ефимович — председатель Совета по судебной реформе при Президенте Российской Федерации, в соответствии с распоряжением Президента Российской Федерации от 2 августа 1999 г. № 262-рп — начальник кафедры Московского юридического института МВД России
3. Иванов Сергей Николаевич — начальник отдела Управления федеральной государственной службы Президента Российской Федерации

- из состава комиссии выведен Бобров М. М.,
- в состав комиссии включены:

1. Сидоренко Юрий Иванович — председатель Совета судей Российской Федерации
2. Федосеев Анатолий Михайлович — заместитель председателя Комитета Совета Федерации по конституционному законодательству и судебно-правовым вопросам (по согласованию)

- из состава комиссии исключен Ковалев В. А.;
- в состав комиссии включен Степашин Сергей Вадимович — Министр юстиции Российской Федерации

- из состава комиссии исключены Иванов С. Н., Ковалев С. А., Ножиков Ю. А., Орехов Р. Г., Степашин С. В., Федосеев А. М.;
- в состав комиссии включены:

1. Жеребцов Анатолий Васильевич — председатель Высшей квалификационной коллегии судей Российской Федерации
2. Каланда Владимир Александрович — начальник отдела Управления кадров Президента Российской Федерации (секретарь комиссии)
3. Маслов Александр Васильевич — заместитель начальника Главного государственно-правового управления Президента Российской Федерации
4. Поляков Сергей Федорович — заместитель начальника Управления кадров Президента Российской Федерации
5. Туманов Владимир Александрович — председатель Совета при Президенте Российской Федерации по вопросам совершенствования правосудия
6. Хижняков Вячеслав Фадеевич — полномочный представитель Президента Российской Федерации в Совете Федерации Федерального Собрания Российской Федерации
7. Чернявский Валентин Семенович — Генеральный директор Судебного департамента при Верховном Суде Российской Федерации

- Этим же распоряжением установлено, что председательствующий на заседании комиссии избирается на каждом заседании большинством голосов от общего числа членов комиссии.

- из состава комиссии исключен Маслов А. В.;
- в состав комиссии включены:

1. Брычёва Лариса Игоревна — начальник Главного государственно-правового управления Президента Российской Федерации
2. Емельянов Алексей Михайлович — президент-ректор Российской академии государственной службы при Президенте Российской Федерации
3. Козак Дмитрий Николаевич — Руководитель Аппарата Правительства Российской Федерации — Министр Российской Федерации
4. Кутафин Олег Емельянович — ректор Московской государственной юридической академии
5. Ренов Эдуард Николаевич — первый заместитель Министра юстиции Российской Федерации
6. Розанов Александр Александрович — заместитель Генерального прокурора Российской Федерации
7. Цивилев Роберт Макарович — начальник Управления Президента Российской Федерации по вопросам помилования

- из состава комиссии исключен Розанов А. А.;
- в состав комиссии включен Бирюков Юрий Станиславович — первый заместитель Генерального прокурора Российской Федерации

1. Бирюков Юрий Станиславович — первый заместитель Генерального прокурора Российской Федерации
2. Бобровский Николай Леонидович — заместитель Министра внутренних дел Российской Федерации
3. Брычева Лариса Игоревна — начальник Главного государственно-правового управления Президента Российской Федерации
4. Веревкин-Рахальский Сергей Владимирович — первый заместитель директора ФСНП России
5. Вицин Сергей Ефимович — начальник кафедры Московской академии МВД России
6. Жуйков Дмитрий Сергеевич — помощник Руководителя Администрации Президента Российской Федерации
7. Заостровцев Юрий Евгеньевич — заместитель директора ФСБ России
8. Каланда Владимир Александрович — начальник отдела Управления кадров Президента Российской Федерации (секретарь Комиссии)
9. Кудрявцев Владимир Николаевич — советник президиума Российской академии наук (по согласованию)
10. Кутафин Олег Емельянович — ректор Московской государственной юридической академии (по согласованию)
11. Лебедев Вячеслав Михайлович — Председатель Верховного Суда Российской Федерации (по согласованию)
12. Митюков Михаил Алексеевич — полномочный представитель Президента Российской Федерации в Конституционном Суде Российской Федерации
13. Сидоренко Юрий Иванович — председатель Совета судей Российской Федерации (по согласованию)
14. Туманов Владимир Александрович — председатель Совета при Президенте Российской Федерации по вопросам совершенствования правосудия
15. Хижняков Вячеслав Фадеевич — полномочный представитель Президента Российской Федерации в Совете Федерации Федерального Собрания Российской Федерации
16. Цивилев Роберт Макарович — начальник Управления Президента Российской Федерации по вопросам помилования
17. Яковлев Вениамин Федорович — Председатель Высшего Арбитражного Суда Российской Федерации (по согласованию)

- из состава Комиссии исключен Веревкин-Рахальский С. В.

1. Бирюков Юрий Станиславович — первый заместитель Генерального прокурора Российской Федерации
2. Бобровский Николай Леонидович — заместитель начальника Контрольного управления Президента Российской Федерации
3. Брычева Лариса Игоревна — помощник Президента Российской Федерации — начальник Государственно-правового управления Президента Российской Федерации
4. Гусев Александр Владимирович — Генеральный директор Судебного департамента при Верховном Суде Российской Федерации (по согласованию)
5. Жуйков Дмитрий Сергеевич — начальник Управления Президента Российской Федерации по обеспечению конституционных прав граждан
6. Каланда Владимир Александрович — референт Управления Президента Российской Федерации по кадровым вопросам и государственным наградам (секретарь Комиссии), в соответствии с Указом Президента Российской Федерации от 31 мая 2006 г. № 548 — первый заместитель директора ФМС России
7. Косопкин Александр Сергеевич — полномочный представитель Президента Российской Федерации в Государственной Думе Федерального Собрания Российской Федерации
8. Котенков Александр Алексеевич — полномочный представитель Президента Российской Федерации в Совете Федерации Федерального Собрания Российской Федерации
9. Кудрявцев Владимир Николаевич — советник президиума Российской академии наук (по согласованию)
10. Кузнецов Валентин Васильевич — председатель Высшей квалификационной коллегии судей Российской Федерации (по согласованию)
11. Кутафин Олег Емельянович — ректор Московской государственной юридической академии (по согласованию)
12. Лебедев Вячеслав Михайлович — Председатель Верховного Суда Российской Федерации (по согласованию)
13. Лысков Анатолий Григорьевич — член Совета Федерации Федерального Собрания Российской Федерации (по согласованию)
14. Сидоренко Юрий Иванович — председатель Совета судей Российской Федерации (по согласованию)
15. Смирнов Сергей Михайлович — первый заместитель директора ФСБ России
16. Туманов Владимир Александрович — председатель Совета при Президенте Российской Федерации по вопросам совершенствования правосудия
17. Черниченко Станислав Валентинович — профессор кафедры международного права Дипломатической академии МИДа России (по согласованию)
18. Яковлев Вениамин Федорович — Председатель Высшего Арбитражного Суда Российской Федерации (по согласованию), в соответствии с Указом Президента Российской Федерации от 18 мая 2005 г. № 543 — советник Президента Российской Федерации

- в состав Комиссии включены:

1. Иванов Антон Александрович — Председатель Высшего Арбитражного Суда Российской Федерации (по согласованию)
2. Новиков Андрей Петрович — заместитель Министра внутренних дел Российской Федерации
3. Сердюков Анатолий Эдуардович — руководитель ФНС России

- из состава Комиссии исключен Лысков А. Г.;
- в состав Комиссии включены:

1. Агапов Борис Николаевич — член Совета Федерации Федерального Собрания Российской Федерации — представитель в Совете Федерации Федерального Собрания Российской Федерации от исполнительного органа государственной власти Сахалинской области (по согласованию)
2. Боев Валерий Иванович — референт Управления Президента Российской Федерации по кадровым вопросам и государственным наградам
3. Буравченко Валерий Павлович — заместитель начальника Управления — начальник департамента кадровой политики в органах судопроизводства и прокуратуры Управления Президента Российской Федерации по кадровым вопросам и государственным наградам (секретарь Комиссии)
4. Свинарев Владимир Валентинович — заместитель Руководителя Аппарата Совета Федерации Федерального Собрания Российской Федерации — начальник Правового управления (по согласованию)
5. Свириденко Олег Михайлович — председатель Арбитражного суда города Москвы (по согласованию)

- из состава Комиссии исключен Каланда В. А.;
- в состав Комиссии включен Мовчан Сергей Николаевич — директор Росрегистрации — главный государственный регистратор Российской Федерации

- из состава Комиссии исключены Новиков А. П. и Сердюков А. Э.;
- в состав Комиссии включены:

1. Мокрецов Михаил Павлович — руководитель ФНС России
2. Сафонов Олег Александрович — заместитель Министра внутренних дел Российской Федерации

- из состава Комиссии исключен Сафонов О. А.

1. Александров Алексей Иванович — председатель Комитета Совета Федерации по конституционному законодательству (по согласованию), в соответствии с Указом Президента Российской Федерации от 14 сентября 2012 г. № 1293 — первый заместитель председателя Комитета Совета Федерации по конституционному законодательству, правовым и судебным вопросам, развитию гражданского общества (по согласованию)
2. Бобровский Николай Леонидович — заместитель начальника Контрольного управления Президента Российской Федерации
3. Брычева Лариса Игоревна — помощник Президента Российской Федерации — начальник Государственно-правового управления Президента Российской Федерации
4. Винниченко Николай Александрович — директор ФССП России — главный судебный пристав Российской Федерации
5. Голиченков Александр Константинович — декан юридического факультета Московского государственного университета имени М. В. Ломоносова
6. Гринь Виктор Яковлевич — заместитель Генерального прокурора Российской Федерации (по согласованию)
7. Гусев Александр Владимирович — Генеральный директор Судебного департамента при Верховном Суде Российской Федерации (по согласованию)
8. Дубик Сергей Николаевич — начальник Управления Президента Российской Федерации по вопросам государственной службы
9. Жуйков Дмитрий Сергеевич — начальник Управления Президента Российской Федерации по обеспечению конституционных прав граждан
10. Иванов Антон Александрович — Председатель Высшего Арбитражного Суда Российской Федерации (по согласованию)
11. Крашенинников Павел Владимирович — председатель Комитета Государственной Думы по гражданскому, уголовному, арбитражному и процессуальному законодательству (по согласованию)
12. Кротов Михаил Валентинович — полномочный представитель Президента Российской Федерации в Конституционном Суде Российской Федерации
13. Кузнецов Валентин Васильевич — председатель Высшей квалификационной коллегии судей Российской Федерации (по согласованию)
14. Кутафин Олег Емельянович — президент Московской государственной юридической академии, член Общественной палаты Российской Федерации
15. Лебедев Вячеслав Михайлович — Председатель Верховного Суда Российской Федерации (по согласованию)
16. Лисицын-Светланов Андрей Геннадьевич — директор Института государства и права Российской академии наук
17. Мовчан Сергей Николаевич — аудитор Счетной палаты Российской Федерации (по согласованию)
18. Мокрецов Михаил Павлович — руководитель ФНС России
19. Памфилова Элла Александровна — председатель Совета при Президенте Российской Федерации по содействию развитию институтов гражданского общества и правам человека
20. Сидоренко Юрий Иванович — председатель Совета судей Российской Федерации (по согласованию)
21. Смирнов Сергей Михайлович — первый заместитель директора ФСБ России
22. Суслов Николай Николаевич — заместитель начальника Управления — начальник департамента Управления Президента Российской Федерации по кадровым вопросам и государственным наградам (секретарь Комиссии) в соответствии с Указом Президента Российской Федерации от 1 февраля 2010 г. № 128 — заместитель начальника Управления — начальник департамента Управления Президента Российской Федерации по вопросам государственной службы и кадров (секретарь Комиссии)
23. Туманов Владимир Александрович — председатель Совета при Президенте Российской Федерации по вопросам совершенствования правосудия
24. Чиханчин Юрий Анатольевич — руководитель Росфинмониторинга, в соответствии с Указом Президента Российской Федерации от 2 февраля 2013 г. № 65 — директор Росфинмониторинга
25. Шипов Виталий Валентинович — директор департамента Аппарата Правительства Российской Федерации
26. Школов Евгений Михайлович — заместитель Министра внутренних дел Российской Федерации

- из состава Комиссии исключены Бобровский Н. Л., Винниченко Н. А., Дубик С. Н., Кутафин О. Е.[11], Шипов В. В.;
- в состав Комиссии включены:

1. Парфенчиков Артур Олегович — директор ФССП России — главный судебный пристав Российской Федерации
2. Сирош Игорь Иванович — помощник Руководителя Администрации Президента Российской Федерации

- из состава Комиссии исключен Мокрецов М. П.;
- в состав Комиссии включены:

1. Романов Игорь Викторович — заместитель начальника Контрольного управления Президента Российской Федерации
2. Янков Кирилл Вадимович — заместитель руководителя ФНС России

- из состава Комиссии исключены Памфилова Э. А., Туманов В. А.[12], Школов Е. М., Янков К. В.;
- в состав Комиссии включены:

1. Аракелов Сергей Ашотович — заместитель руководителя ФНС России
2. Герасимов Сергей Александрович — заместитель Министра внутренних дел Российской Федерации
3. Катырин Сергей Николаевич — член Общественной палаты Российской Федерации (по согласованию), в соответствии с Указом Президента Российской Федерации от 14 сентября 2012 г. № 1293 — президент Торгово-промышленной политики Российской Федерации (по согласованию)

- из состава Комиссии исключен Суслов Н. Н.; в состав Комиссии включен Бобровский Николай Леонидович — заместитель начальника Управления — начальник департамента Управления Президента Российской Федерации по вопросам государственной службы и кадров (секретарь Комиссии)

- из состава Комиссии исключен Сирош И. И.

- из состава Комиссии исключены Кузнецов В. В., Романов И. В., Сидоренко Ю. И.;
- в состав Комиссии включены:

1. Краснов Дмитрий Анатольевич — председатель Совета судей Российской Федерации (по согласованию)
2. Тимошин Николай Викторович — председатель Высшей квалификационной коллегии судей Российской Федерации (по согласованию)

- из состава Комиссии исключен Бобровский Н. Л.;
- в состав Комиссии включен Аникин Александр Александрович — заместитель начальника департамента Управления Президента Российской Федерации по вопросам государственной службы и кадров (секретарь Комиссии), в соответствии с Указом Президента Российской Федерации от 14 февраля 2014 г. № 81 — начальник департамента Управления Президента Российской Федерации по вопросам государственной службы и кадров (секретарь Комиссии)

- из состава Комиссии исключены Иванов А. А. и Лебедев В. М.

- утвержден новый состав Комиссии.

- Лебедев В. М. Председатель Верховного Суда Российской Федерации (председательствующий на заседаниях Комиссии)
- Травников М. А. начальник Управления Президента Российской Федерации по вопросам государственной службы и кадров (секретарь Комиссии)
- Брычёва Л. И. помощник Президента Российской Федерации — начальник Государственно-правового управления Президента Российской Федерации
- Ваничкин М. Г. заместитель Министра внутренних дел Российской Федерации
- Гусев А. В. генеральный директор Судебного департамента при Верховном Суде Российской Федерации (по согласованию)
- Коновалов А. В. полномочный представитель Президента Российской Федерации в Конституционном Суде Российской Федерации
- Кучерена А. Г. председатель центрального совета Общероссийского общественного движения за достойную жизнь и справедливость «Гражданское общество» (по согласованию)
- Локаткина Т. А. начальник Управления Президента Российской Федерации по обеспечению конституционных прав граждан
- Момотов В. В. председатель Совета судей Российской Федерации (по согласованию)
- Пономарёв Ю. А. заместитель Генерального прокурора Российской Федерации (по согласованию)
- Смирнов С. М. первый заместитель директора ФСБ России
- Тимошин Н. В. председатель Высшей квалификационной коллегии судей Российской Федерации (по согласованию)
- Чоботов А. С. начальник Управления Президента Российской Федерации по вопросам противодействия коррупции
- Шальков Д. В. помощник Президента Российской Федерации — начальник Контрольного управления Президента Российской Федерации
- Ярин А. В. начальник Управления Президента Российской Федерации по внутренней политике

- Лебедев Вячеслав Михайлович — председатель Верховного Суда Российской Федерации (председательствующий на заседаниях Комиссии)
- Травников Максим Александрович — начальник Управления Президента Российской Федерации по вопросам государственной службы и кадров (секретарь Комиссии)
- Брычёва Лариса Игоревна — помощник Президента Российской Федерации — начальник Государственно-правового управления Президента Российской Федерации
- Ваничкин Михаил Георгиевич — заместитель Министра внутренних дел Российской Федерации
- Гусев Александр Владимирович — генеральный директор Судебного департамента при Верховном Суде Российской Федерации (по согласованию)
- Королёв Сергей Борисович — первый заместитель директора ФСБ России
- Кучерена Анатолий Григорьевич — председатель центрального совета Общероссийского общественного движения за достойную жизнь и справедливость «Гражданское общество», председатель Общественного совета при МВД России (по согласованию)
- Лавренко Андрей Валерьевич — заместитель начальника Управления Президента Российской Федерации по вопросам государственной службы, кадров и противодействия коррупции
- Лопаткина Татьяна Александровна — начальник Управления Президента Российской Федерации по обеспечению конституционных прав граждан
- Миронов Дмитрий Юрьевич — помощник Президента Российской Федерации
- Момотов Виктор Викторович — председатель Совета судей Российской Федерации (по согласованию)
- Тимошин Николай Викторович — председатель Высшей квалификационной коллегии судей Российской Федерации (по согласованию)
- Ткачёв Игорь Викторович — заместитель Генерального прокурора Российской Федерации (по согласованию)
- Чиханчин Юрий Анатольевич — директор Росфинмониторинга
- Шальков Дмитрий Владиславович — помощник Президента Российской Федерации — начальник Контрольного управления Президента Российской Федерации
- Ярин Андрей Вениаминович — начальник Управления Президента Российской Федерации по внутренней политике